# 朴海禎
朴 海禎（パク・ヘジョン、朝鮮語: 박해정/朴海禎、1915年または1916年7月21日 - 1966年2月6日）は、大韓民国の警察官僚、政治家。元交通部長官、制憲・第3・4・5代韓国国会議員。本貫は密陽朴氏。

## 経歴
日本統治時代の慶尚北道慶山郡（現・慶山市）出身。大邱公立高等普通学校、大邱師範学校講習科、中央大学専門部・法学部卒。光復後は慶尚北道警察局総務課長、警察庁警察学校副校長、安東警察署長、順天地方警察署長、民主党創設メンバー・中央委員・政策委員・慶山郡党委員長、国会財経委員・予決委員、民主党政権の交通部長官を務めた。
1966年2月6日、ソウル市西大門区の自宅にて脳溢血により死去。享年51。

## エピソード
財経委員と予決委員在任中は政府の金融不正に条理整然の理論で掘り下げ、自由党の虚偽に満ちた予算編成方針を暴いた。一方、当時の野党議員たちは経済的に困難であり、朴も子女の学費の準備に困った。
本来は民主党内で旧派に属したが、旧派の代表として入閣した以降は張勉の新派に転じた。